# Tegenaria
Tegenaria este un gen de păianjeni din familia Agelenidae.

## Specii[1]
- Tegenaria abchasica
- Tegenaria achaea
- Tegenaria aculeata
- Tegenaria adomestica
- Tegenaria advena
- Tegenaria africana
- Tegenaria agnolettii
- Tegenaria agrestis
- Tegenaria angustipalpis
- Tegenaria antrorum
- Tegenaria ariadnae
- Tegenaria armigera
- Tegenaria atrica
- Tegenaria averni
- Tegenaria baronii
- Tegenaria bithyniae
- Tegenaria blanda
- Tegenaria bucculenta
- Tegenaria capolongoi
- Tegenaria carensis
- Tegenaria caverna
- Tegenaria cerrutii
- Tegenaria chebana
- Tegenaria chiricahuae
- Tegenaria comnena
- Tegenaria comstocki
- Tegenaria concolor
- Tegenaria cottarellii
- Tegenaria decora
- Tegenaria dentifera
- Tegenaria dia
- Tegenaria domestica
- Tegenaria domesticoides
- Tegenaria dorsata
- Tegenaria drescoi
- Tegenaria duellica
- Tegenaria elysii
- Tegenaria faniapollinis
- Tegenaria feminea
- Tegenaria femoralis
- Tegenaria flexuosa
- Tegenaria florea
- Tegenaria forestieroi
- Tegenaria fuesslini
- Tegenaria gertschi
- Tegenaria halidi
- Tegenaria hamid
- Tegenaria hasperi
- Tegenaria hauseri
- Tegenaria hemanginiae
- Tegenaria henroti
- Tegenaria herculea
- Tegenaria hispanica
- Tegenaria inermis
- Tegenaria ismaillensis
- Tegenaria karaman
- Tegenaria labyrinthi
- Tegenaria lapicidinarum
- Tegenaria levantina
- Tegenaria ligurica
- Tegenaria longimana
- Tegenaria lunakensis
- Tegenaria maderiana
- Tegenaria mamikonian
- Tegenaria marinae
- Tegenaria maroccana
- Tegenaria melbae
- Tegenaria mexicana
- Tegenaria michae
- Tegenaria mirifica
- Tegenaria montigena
- Tegenaria nervosa
- Tegenaria oribata
- Tegenaria osellai
- Tegenaria parietina
- Tegenaria parmenidis
- Tegenaria percuriosa
- Tegenaria pieperi
- Tegenaria pontica
- Tegenaria racovitzai
- Tegenaria ramblae
- Tegenaria regispyrrhi
- Tegenaria rhodiensis
- Tegenaria rothi
- Tegenaria saeva
- Tegenaria schmalfussi
- Tegenaria scopifera
- Tegenaria selva
- Tegenaria shillongensis
- Tegenaria talyshica
- Tegenaria taprobanica
- Tegenaria taurica
- Tegenaria tekke
- Tegenaria tlaxcala
- Tegenaria tridentina
- Tegenaria trinacriae
- Tegenaria velox
- Tegenaria vignai
- Tegenaria wittmeri
- Tegenaria xenophontis
- Tegenaria zagatalensis